# Krucifix (Plch)
Pískovcový krucifix z roku 1873 se nalézá před domem čp. 33 v obci Plch v okrese Pardubice. V těsné blízkosti krucifixu stojí dřevěná zvonička.

## Popis
Na dvou pískovcových schodech je umístěn nízký hranolový podstavec zakončený nahoře profilováním. Na čelní straně podstavce se nalézá nápis „Ke cti a chvále Boží zbudováno nákladem obce Plchu 1873“.
Na podstavci stojí pilíř tvořený dvěma pískovcovými sloupy s korintskou hlavicí obklopujícími niku zakončenou nahoře lomeným obloukem, ve které stojí soška Panny Marie. Pod nikou se soškou je nápis „Já jsem světlo cesta a pravda“.
Pilíř je nahoře zakončený profilovanou římsou ve středu trojúhelníkovitě zalomenou.
Na římse stojí na podstavci kamenný krucifix s korpusem Krista a nápisem INRI nad jeho hlavou. Ramena kříže jsou jetelovitě zakončená.
Po stranách kříže stojí sošky apoštolů - na pravé straně svatý Petr a nalevo svatý Pavel.

## Galerie

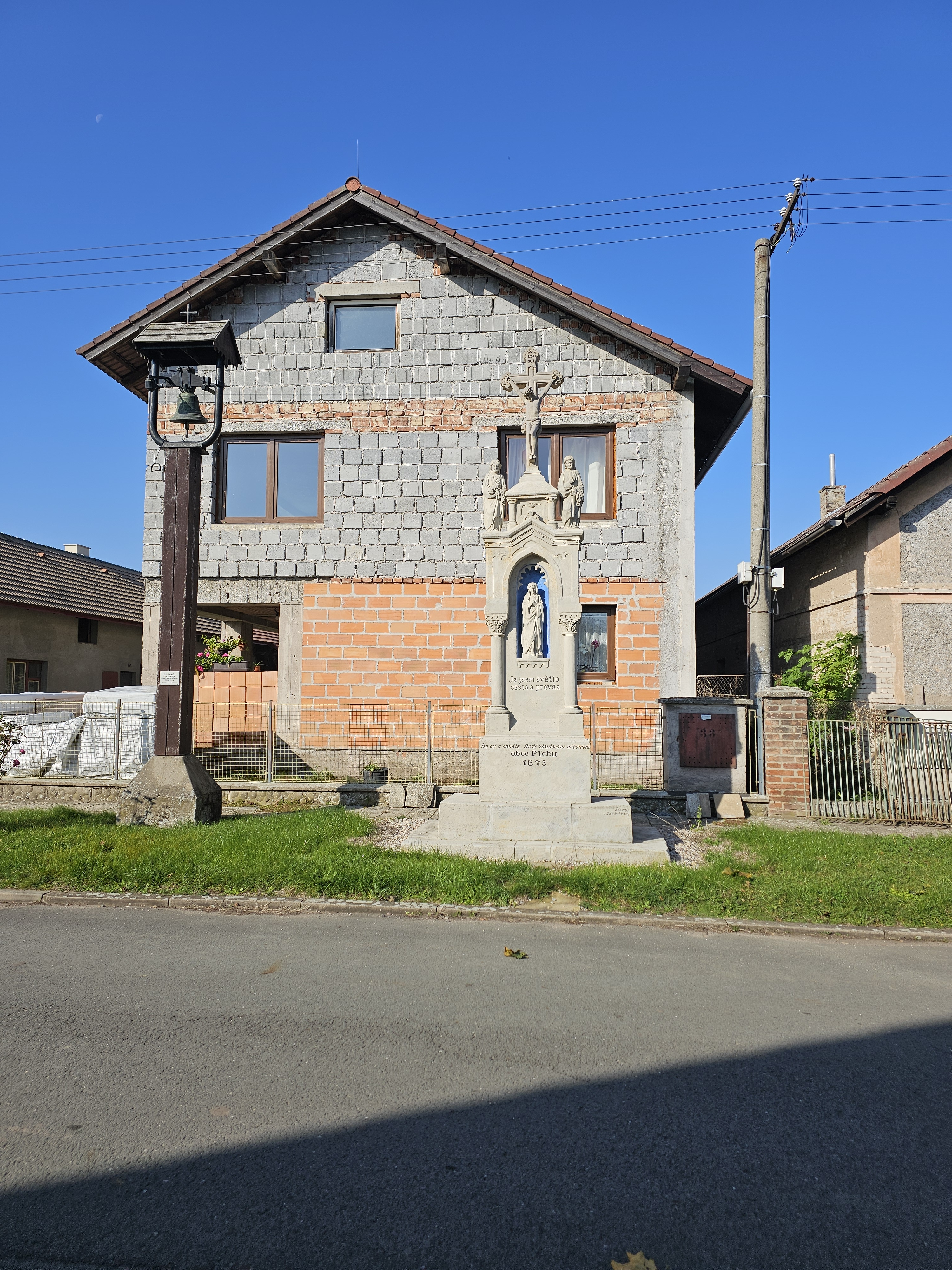
Kříž a zvonice v Plchu
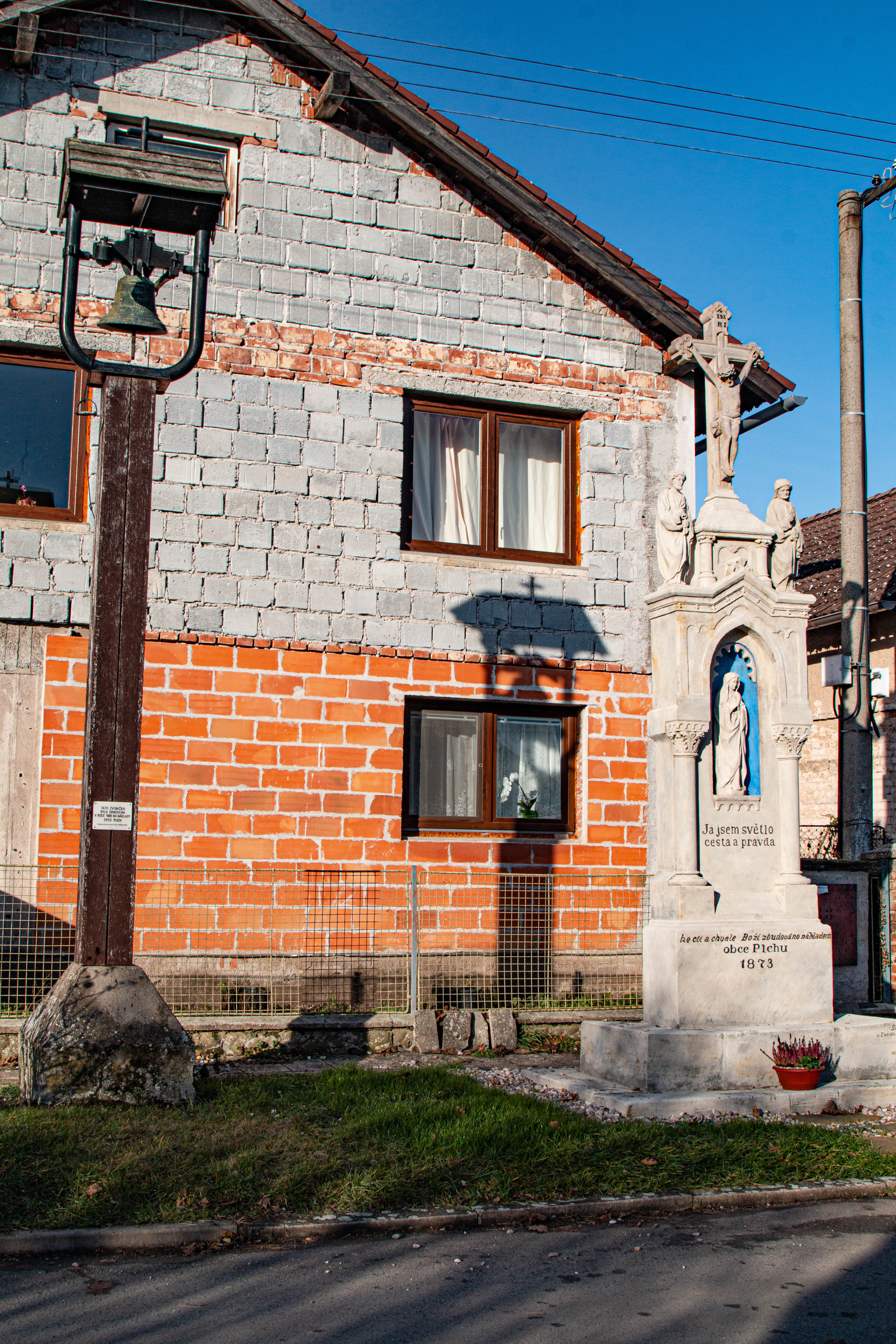
Kříž a zvonice v Plchu